# The Way We Walk, Volume Two: The Longs
The Way We Walk, Volume Two: The Longs è un album dal vivo del gruppo musicale britannico Genesis pubblicato nel 1993. 
Tratto dal tour mondiale dell'album We Can't Dance, come da titolo è il secondo volume dopo The Way We Walk, Volume One: The Shorts (1992) e da quest'ultimo si distingue per i brani di durata più lunga (The Longs, appunto) tra cui un medley del repertorio degli anni settanta, di oltre diciannove minuti. 
Per la prima volta nella discografia dei Genesis, il duetto per batterie di Phil Collins e Chester Thompson – caratteristica di tutti loro i concerti dal 1977 in poi – figura come una traccia a sé stante dal titolo: Drum Duet; Thompson ottenne così il suo primo e unico credito come coautore nella storia del gruppo. Sulla versione di The Way We Walk inclusa nel cofanetto: Genesis Live 1973-2007 e comprendente entrambi i volumi, la stessa traccia comparve con il titolo: The Drum Thing.
L'album raggiunse la prima posizione nella Official Albums Chart per due settimane rimanendovi per nove settimane, la seconda in Germania, la terza in Svizzera e la quinta in Olanda.

## Tracce
Testi e musiche di Tony Banks, Phil Collins e Mike Rutherford eccetto ove indicato.
1. Old Medley – 19:32
2. Driving The Last Spike – 10:17
3. Domino – 11:21
4. Fading Lights – 10:55
5. Home by the Sea / Second Home by the Sea – 12:14
6. Drum Duet (strumentale) – 6:06 (musica: Collins, Chester Thompson)

(*) Include brevi accenni non accreditati dei brani: That's All, Illegal Alien, Your Own Special Way, Follow You Follow Me e Stagnation.

## Formazione
- Tony Banks - tastiere, cori
- Phil Collins - voce, batteria, percussioni
- Mike Rutherford - basso, chitarre, cori

### Componenti addizionali
- Daryl Stuermer - chitarre, basso, cori
- Chester Thompson - batteria, percussioni